# Blomsterplockerska
Blomsterplockerska, även känd som Mot aftonen, är en oljemålning av Richard Bergh. Den målades 1884 och tillhör sedan 1902 Göteborgs konstmuseum. 
Målningen skildrar en flicka i tio- till tolvårsåldern som sitter på en skånsk grässlänt efter att ha plockat en bukett blommor. Bakom de små tallarna i mellangrunden vandrar en man i svart väst och vit skjorta bortåt med en lie över axeln. Hela scenen badar i sommarkvällens varma ljus.
Bergh var vid tidpunkten för målningens tillkomst bosatt i Paris där han och de andra opponenterna tog intryck av impressionismen och friluftsmåleriet. De återvände till Sverige för att måla det nordiska ljuset och landskapet. Detta verk målades i skånska Arild. 
Tavlan förvärvades av Pontus Fürstenberg på Parissalongen 1885 där Bergh deltog tillsammans med Carl Larsson, Hugo Salmson och Georg Pauli. Han testamenterade tavlan till Göteborgs konstmuseum.